# 黒名ひろみ
黒名 ひろみ（くろな ひろみ、1968年2月4日 - ）は、日本の小説家。

## 経歴
香川県高松市生まれ、在住。武庫川女子大学短期大学部を卒業後、脚本家を目指して、10年間シナリオの勉強をする。2011年頃、地元の小説教室に勧誘されたことをきっかけとして、小説を執筆するようになる。2015年、「温泉妖精」で第39回すばる文学賞を受賞し小説家デビュー。
宮沢賢治の作品について、何度も繰り返し手に取っており、「何歳になって読んでも発見があり、面白く読めるところが素晴らしい。いつか、年代を問わず人の心に響く小説を書きたい」と語っている。

## 作品リスト
- 『温泉妖精』（2016年2月 集英社）
  - 初出：『すばる』2015年11月